# Ли (округ, Арканзас)
Ли (англ. Lee County) — округ, расположенный в штате Арканзас, США с населением в 12 580 человек по статистическим данным переписи 2000 года. Столица округа находится в городе Марианна.
Округ Ли был образован 17 апреля 1873 года из территорий округов Кливленд и Стон, став 72-м по счёту округом Арканзаса. Своё название округ получил в честь главнокомандующего армией Конфедерации генерала Роберта Эдварда Ли.

## География
По данным Бюро переписи населения США округ Ли имеет общую площадь в 1603 квадратных километра, из которых 1559 кв. километров занимает земля и 47 кв. километров — вода. Площадь водных ресурсов округа составляет 2,87 % от всей его площади.

### Соседние округа
- Сент-Франсис — север
- Криттенден — северо-восток
- Тьюника, штат Миссисипи — восток
- Филлипс — юг
- Монро — запад

## Демография
По данным переписи населения 2000 года в округе Ли проживало 12 580 человек, 2960 семей, насчитывалось 4182 домашних хозяйства и 4768 жилых домов. Средняя плотность населения составляла 8 человек на один квадратный километр. Расовый состав округа по данным переписи распределился следующим образом: 41,41 % белых, 57,24 % чёрных или афроамериканцев, 0,16 % коренных американцев, 0,27 % азиатов, 0,40 % смешанных рас, 0,52 % — других народностей. Испано- и латиноамериканцы составили 2,19 % от всех жителей округа.
Из 4182 домашних хозяйства в 31,20 % — воспитывали детей в возрасте до 18 лет, 43,20 % представляли собой совместно проживающие супружеские пары, в 23,10 % семей женщины проживали без мужей, 29,20 % не имели семей. 27,20 % от общего числа семей на момент переписи жили самостоятельно, при этом 13,80 % составили одинокие пожилые люди в возрасте 65 лет и старше. Средний размер домашнего хозяйства составил 2,59 человека, а средний размер семьи — 3,14 человека.
Население округа по возрастному диапазону по данным переписи 2000 года распределилось следующим образом: 26,00 % — жители младше 18 лет, 10,20 % — между 18 и 24 годами, 28,70 % — от 25 до 44 лет, 21,10 % — от 45 до 64 лет и 14,00 % — в возрасте 65 лет и старше. Средний возраст жителей округа составил 35 лет. На каждые 100 женщин в округе приходилось 111,40 мужчины, при этом на каждых сто женщин 18 лет и старше приходилось 118,40 мужчины также старше 18 лет.
Средний доход на одно домашнее хозяйство в округе составил 20 510 долларов США, а средний доход на одну семью в округе — 25 846 долларов. При этом мужчины имели средний доход в 26 900 долларов США в год против 19 505 долларов США среднегодового дохода у женщин. Доход на душу населения в округе составил 10 983 доллара США в год. 24,70 % от всего числа семей в округе и 29,90 % от всей численности населения находилось на момент переписи населения за чертой бедности, при этом 38,80 % из них были моложе 18 лет и 27,60 % — в возрасте 65 лет и старше.

## Главные автодороги
- US 79
- AR 1
- AR 78
- AR 121
- AR 131

## Населённые пункты
- Лагрейндж
- Марианна
- Моро
- Рондо
- Обри
- Хейнс